# Communauté de communes de la Basse-Zorn
Pour les articles homonymes, voir Zorn (homonymie).
La communauté de communes de la Basse-Zorn est une des intercommunalités qui composent le Pays de l'Alsace du Nord située dans le département du Bas-Rhin et la région Grand Est. 
Elle compte sept communes, soit une population de plus de 17 000 habitants.

### Établissements publics de coopération intercommunale limitrophes

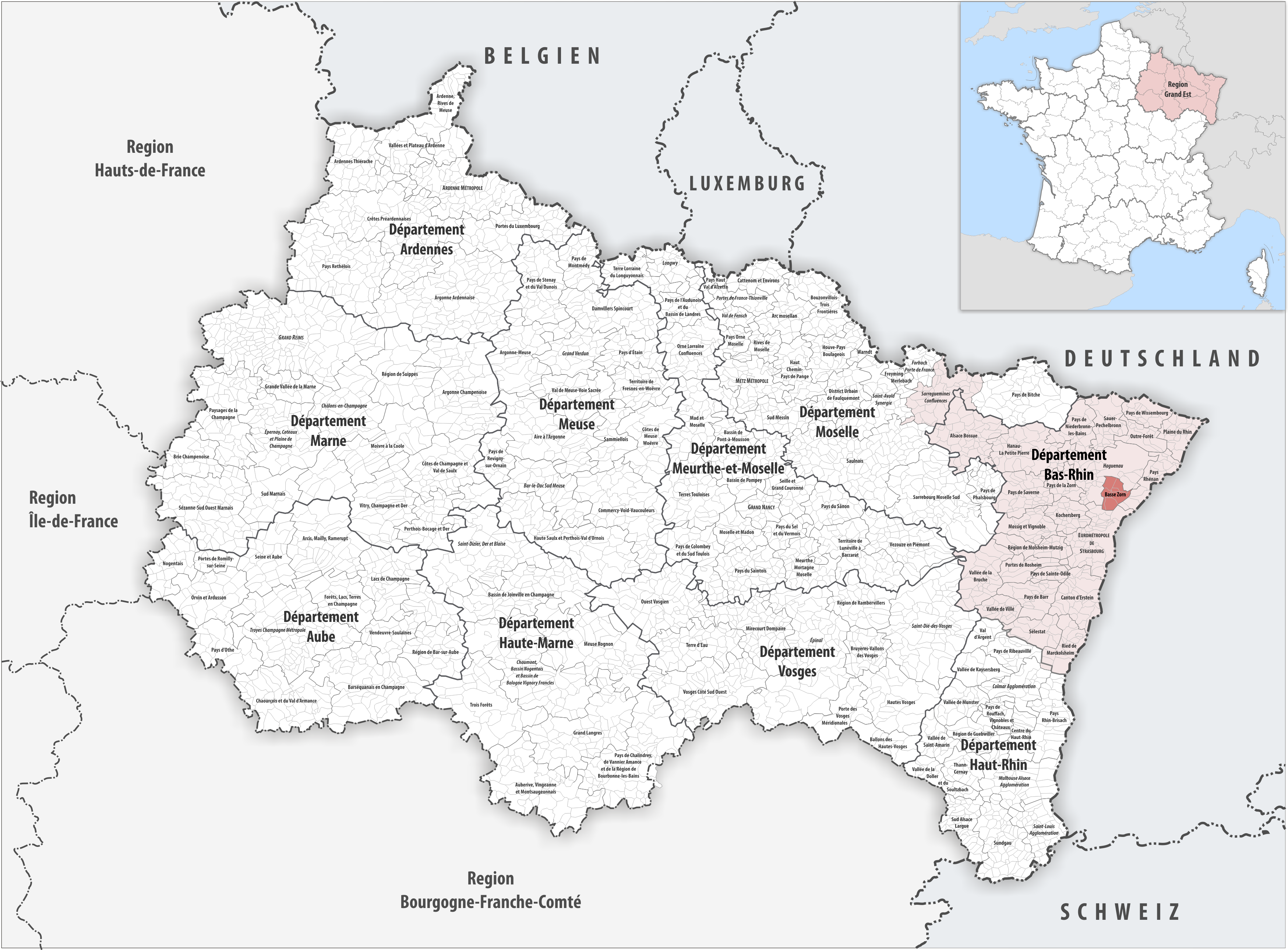
Communauté de communes de la Basse-Zorn au sein du Grand Est.

## Histoire
La communauté de communes de la Basse-Zorn a été créée le 31 décembre 1993 et se substitue au SIVOM de la Basse Zorn.

## Territoire communautaire

### Composition
La communauté de communes est composée des sept communes suivantes :

| Nom           | Code Insee | Gentilé        | Superficie (km2) | Population (dernière pop. légale) | Densité (hab./km2) |
| ------------- | ---------- | -------------- | ---------------- | --------------------------------- | ------------------ |
| Hœrdt (siège) | 67205      | Hœrdtois       | 16,56            | 4 557 (2022)                      | 275                |
| Bietlenheim   | 67038      | Bietlenheimois | 2,13             | 317 (2022)                        | 149                |
| Geudertheim   | 67156      | Geudertheimois | 11,27            | 2 719 (2022)                      | 241                |
| Gries         | 67169      | Griesois       | 12,23            | 2 886 (2022)                      | 236                |
| Kurtzenhouse  | 67252      | Kurtzenhousois | 3,58             | 1 087 (2022)                      | 304                |
| Weitbruch     | 67523      | Weitbruchois   | 15,11            | 2 721 (2022)                      | 180                |
| Weyersheim    | 67529      | Weyersheimois  | 18,89            | 3 515 (2022)                      | 186                |

### Pôle d'équilibre territorial et rural
La communauté de communes, conjointement avec la communauté d'agglomération de Haguenau, les communautés de communes de l'Outre-Forêt, du Pays de Niederbronn-les-Bains, du Pays de Wissembourg et Sauer-Pechelbronn, forme le pôle d'équilibre territorial et rural (PETR) de l'Alsace du Nord.

### Démographie
| 1968   | 1975   | 1982   | 1990   | 1999   | 2010   | 2015   | 2016   | 2017   |
| ------ | ------ | ------ | ------ | ------ | ------ | ------ | ------ | ------ |
| 12 605 | 13 308 | 13 880 | 14 604 | 15 683 | 16 810 | 17 017 | 17 189 | 17 282 |

| 2018   | 2019   | 2020   | - | - | - | - | - | - |
| ------ | ------ | ------ | - | - | - | - | - | - |
| 17 393 | 17 515 | 17 630 | - | - | - | - | - | - |

## Administration

### Siège
Le siège de la communauté de communes est à Hœrdt, 34 rue de la Wantzenau.

### Tendances politiques
| Commune      | Maire            | Étiquette | Étiquette |
| ------------ | ---------------- | --------- | --------- |
| Bietlenheim  | Patrick Kieffer  |           | DVD       |
| Geudertheim  | Pierre Gross     |           | DVD       |
| Gries        | Éric Hoffstetter |           | DVD       |
| Hœrdt        | Denis Riedinger  |           | DVD       |
| Kurtzenhouse | Marc Moser       |           | DVD       |
| Weitbruch    | Damien Henrion   |           | SE        |
| Weyersheim   | Sylvie Roehlly   |           | SE        |

### Conseil communautaire
Les 31 conseillers titulaires sont ainsi répartis selon le droit commun comme suit :
| Nombre de conseillers | Communes         |
| --------------------- | ---------------- |
| 8                     | Hœrdt            |
| 6                     | Weyersheim       |
| 5                     | Gries, Weitbruch |
| 4                     | Geudertheim      |
| 2                     | Kurtzenhouse     |
| 1 (+1 suppléant)      | Bietlenheim      |

### Élus
La communauté de communes est administrée par son conseil communautaire constitué en 2020 de 31 conseillers communautaires, qui sont des conseillers municipaux représentant chacune des communes membres.
À la suite des élections municipales de 2020 dans le Bas-Rhin, le conseil communautaire du 8 juin 2020 a réélu son président, Denis Riedinger, maire de Hœrdt, ainsi que ses 7 vice-présidents. Depuis cette date, la liste des vice-présidents est la suivante :
|     | Attributions                                                                              | Identité             | Qualité                         |
| --- | ----------------------------------------------------------------------------------------- | -------------------- | ------------------------------- |
| 1re | Jeunesse et projet de territoire                                                          | Sylvie Roehlly       | Maire de Weyersheim             |
| 2e  | Développement économique, tourisme et mutualisation des moyens                            | Jacky Noletta        | Adjoint au maire de Gries       |
| 3e  | Travaux de voiries et réseaux concernant le territoire nord, bâtiments communautaires     | Damien Henrion       | Maire de Weitbruch              |
| 4e  | Travaux de voiries et réseaux concernant le territoire sud, grand cycle de l'eau (GEMAPI) | Pierre Gross         | Maire de Geudertheim            |
| 5e  | Environnement                                                                             | Marc Moser           | Maire de Kurtzenhouse           |
| 6e  | Communication, développement du numérique et culture                                      | Patrick Kieffer      | Maire de Bietlenheim            |
| 7e  | Finances, aides à la personne et services de proximité                                    | Christiane Wolfhugel | Conseillère municipale de Hœrdt |

Ensemble, ils forment le bureau communautaire pour la période 2020-2026.

### Liste des présidents
| Période                                    | Période  | Identité        | Étiquette    | Qualité                                                     |
| ------------------------------------------ | -------- | --------------- | ------------ | ----------------------------------------------------------- |
| Syndicat intercommunal à vocation multiple |          |                 |              |                                                             |
| Les données manquantes sont à compléter.   |          |                 |              |                                                             |
| 1977                                       | 1989     | Robert Klein    |              | Maire de Hœrdt (1977 → 1989)                                |
| 1989 ?                                     | 1993     | René Arlen      |              | Maire de Hœrdt (1989 → 2001)                                |
| Communauté de communes                     |          |                 |              |                                                             |
| 1993                                       | 2001     | René Arlen      |              | Maire de Hœrdt (1989 → 2001)                                |
| 2001                                       | 2014     | Claude Kern     | DVD puis UDI | Maire de Gries (1995 → 2017) Sénateur du Bas-Rhin (2014 → ) |
| 2014                                       | En cours | Denis Riedinger | DVD          | Maire de Hœrdt (2008 → ) Réélu pour le mandat 2020-2026     |

## Transports
La communauté de communes est devenue autorité organisatrice de la mobilité (AOM).
L'aéroport international de Strasbourg Entzheim se trouve à moins de 30 km au sud de Weitbruch. Il permet de relier plusieurs destinations nationales et internationales. Il existe également un aérodrome un peu plus proche, à Haguenau. Il est plutôt destiné aux vols de loisirs ou aux cours de pilotage.

### Plan de mobilité

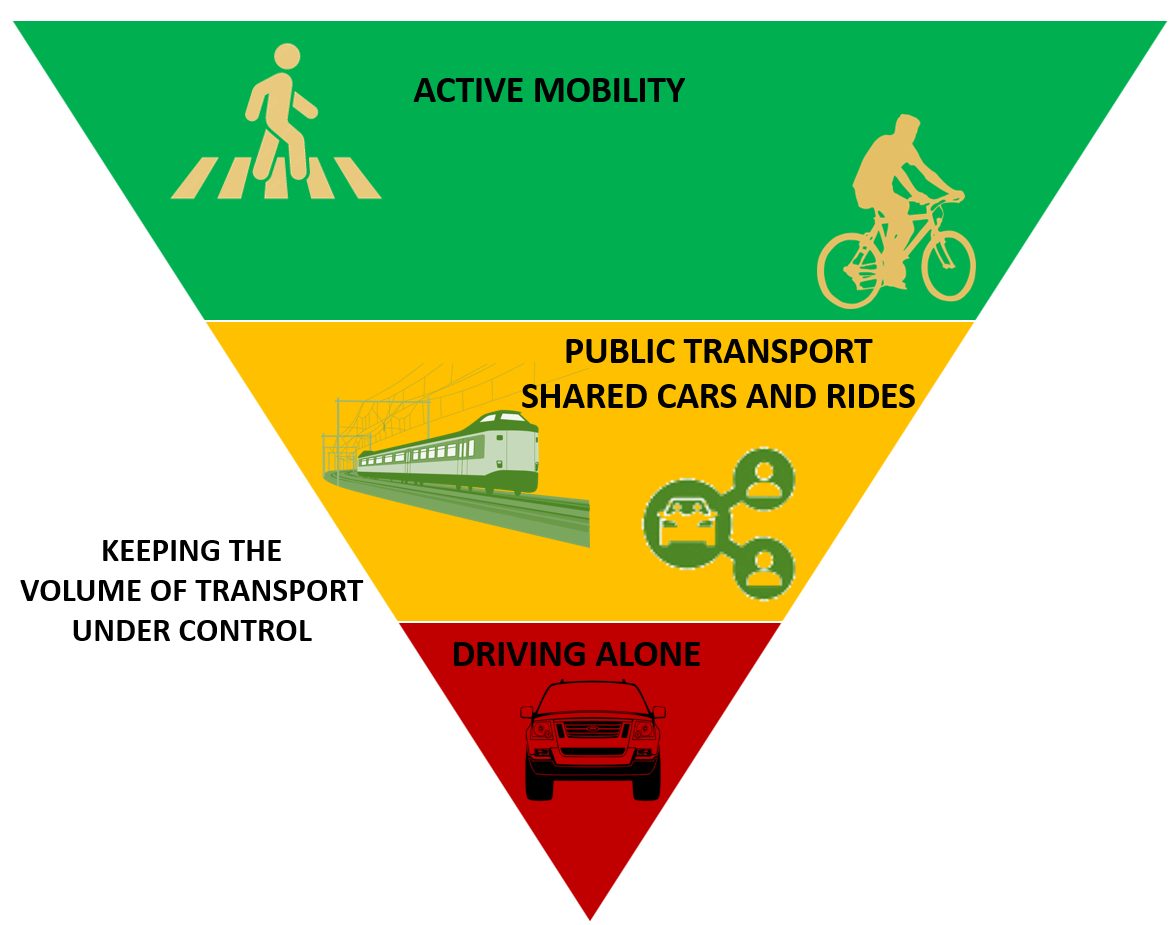
Pyramide de la mobilité, proposée par le projet européen Share North.

La communauté de communes veut développer l'usage du vélo.
Plus généralement, l'Alsace du Nord entend développer le covoiturage à courte distance, en particulier dans le cadre des trajets entre le domicile et le travail.

### Impact énergétique et climatique des transports
| -                              | Transports routiers | Autres transports |
| ------------------------------ | ------------------- | ----------------- |
| Carburant (GWh)                | 133                 | 3                 |
| Électricité (GWh)              | 0                   | 0                 |
| Gaz à effet de serre (ktéqCO2) | 33                  | 1                 |

## Environnement

### Circuits de découverte
Les circuits découverte de la Basse-Zorn sont un ensemble d'itinéraires pédestres et cyclables, aménagés et balisés, permettant aux promeneurs d'obtenir des informations sur les curiosités à y découvrir. Ils sont actuellement au nombre de cinq et sont chacun axés sur une thématique précise. Ils sont praticables depuis le 12 juin 2016,,.

### Déchets
Weitbruch héberge une installation de stockage de déchets non dangereux, au lieu-dit Gieselberg. La capacité maximale est de 25 000 tonnes.
La qualité des eaux du Lohgraben est contrôlée régulièrement. Le ruisseau traverse Kurtzenhouse, avant de rejoindre la Moder.

### Énergie et climat
Dans le cadre du schéma régional d'aménagement, de développement durable et d'égalité des territoires (SRADDET) du Grand Est, ATMO Grand Est tient à jour les statistiques énergétiques  des établissements publics de coopération intercommunale de la collectivité européenne d'Alsace sous forme de diagramme de flux.
L'énergie finale annuelle, consommée en 2021, est exprimée en gigawatts-heures,.
| -                          | GWh |
| -------------------------- | --- |
| Électricité                | 127 |
| Carburants ou combustibles | 350 |
| Chaleur primaire           | 18  |

L'énergie produite en 2021 est également exprimée en gigawatts-heures.
| -                          | GWh |
| -------------------------- | --- |
| Électricité                | 4   |
| Carburants ou combustibles | 28  |
| Chaleur primaire           | 19  |

Les gaz à effet de serre sont exprimés en kilotonnes équivalent CO2.
| -                     | ktéqCO2 |
| --------------------- | ------- |
| Liées à l'énergie     | 80      |
| Non liées à l'énergie | 22      |